# Petr Michl
Petr Michl (* 3. November 1970 in Opočno) ist ein ehemaliger tschechischer Skilangläufer.

## Werdegang
Michl, der für den Dukla Liberec startete, lief im Januar 1995 in Nové Město erstmals im Weltcup und belegte dabei den 87. Platz über 15 km klassisch. In der Saison 1996/97 holte er in Brusson mit dem zehnten Platz über 15 km Freistil seine ersten Weltcuppunkte. Dies war zugleich sein bestes Einzelergebnis im Weltcup und errang zum Saisonende mit dem 54. Platz im Gesamtweltcup sein bestes Gesamtergebnis. Beim Saisonhöhepunkt, den nordischen Skiweltmeisterschaften 1997 in Trondheim, kam er auf den 40. Platz über 30 km Freistil und auf den achten Rang mit der Staffel. Seine besten Platzierungen bei den Olympischen Winterspielen 1998 in Nagano waren der 17. Platz über 50 km Freistil und zusammen mit Lukáš Bauer, Martin Koukal und Jiří Magál der 15. Rang in der Staffel. Bei den nordischen Skiweltmeisterschaften 1999 in Ramsau am Dachstein belegte er den 33. Platz über 50 km Freistil und bei den nordischen Skiweltmeisterschaften 2001 in Lahti den 40. Platz im Sprint, den 34. Rang über 50 km Freistil sowie den 14. Platz mit der Staffel. Im Januar 2001 wurde er in Nové Město tschechischer Meister über 10 km Freistil. Seine besten Ergebnisse bei den Olympischen Winterspielen 2002 in Salt Lake City waren der 24. Platz im 50-km-Massenstartrennen und zusammen mit Martin Koukal, Jiří Magál und Lukáš Bauer der siebte Rang in der Staffel. In den folgenden Jahren kam er bei den nordischen Skiweltmeisterschaften 2003 im Val di Fiemme auf den 37. Platz im 30-km-Massenstartrennen, auf den 16. Rang über 50 km Freistil sowie auf den siebten Platz mit der Staffel und bei den nordischen Skiweltmeisterschaften 2005 in Oberstdorf auf den 41. Platz über 15 km Freistil sowie auf den achten Rang mit der Staffel. Sein letztes internationales Rennen absolvierte er bei den Olympischen Winterspielen 2006 in Turin. Dort errang er den 58. Platz über 15 km klassisch.

## Teilnahmen an Weltmeisterschaften und Olympischen Winterspielen

### Olympische Winterspiele
- 1998 Nagano: 15. Platz Staffel, 17. Platz 50 km Freistil, 23. Platz 15 km Verfolgung, 32. Platz 10 km klassisch
- 2002 Salt Lake City: 7. Platz Staffel, 24. Platz 30 km klassisch Massenstart, 34. Platz 15 km klassisch, 42. Platz 50 km klassisch
- 2006 Turin: 58. Platz 15 km klassisch

### Nordische Skiweltmeisterschaften
- 1997 Trondheim: 8. Platz Staffel, 40. Platz 30 km Freistil
- 1999 Ramsau am Dachstein: 33. Platz 30 km Freistil
- 2001 Lahti: 14. Platz Staffel, 34. Platz 50 km Freistil, 40. Platz Sprint Freistil
- 2003 Val di Fiemme: 7. Platz Staffel, 16. Platz 50 km Freistil, 37. Platz 30 km klassisch Massenstart
- 2005 Oberstdorf: 8. Platz Staffel, 41. Platz 15 km Freistil

## Weltcup-Gesamtplatzierungen
| Saison  | Gesamt | Gesamt | Distanz | Distanz | Sprint | Sprint |
| Saison  | Punkte | Platz  | Punkte  | Platz   | Punkte | Platz  |
| ------- | ------ | ------ | ------- | ------- | ------ | ------ |
| 1996/97 | 26     | 54.    | –       | –       | 26     | 42.    |
| 1997/98 | 7      | 82.    | 7       | 56. 1   | –      | –      |
| 1998/99 | 15     | 73.    | 15      | 43. 1   | –      | –      |
| 2002/03 | 4      | 130.   | –       | –       | –      | –      |
| 2003/04 | 17     | 113.   | 17      | 74.     | –      | –      |
| 2004/05 | 7      | 131.   | 7       | 83.     | –      | –      |